# Ruding Lengon
Das Ruding Lengon  ist ein Schwert aus Ost-Java.

## Beschreibung
Das Ruding Lengon hat eine einschneidige, gebogene Klinge. Die Klinge ist vom Heft zum Ort breit und stark s-förmig gebogen. Die Klinge hat Ähnlichkeit mit einer europäischen Hippe. Der Ort ist hakenförmig und je nach Ausführung leicht umgebogen. Das Heft besteht aus Holz und ist mit einer Tülle an der Klinge befestigt.
Es gibt verschiedene Versionen, die sich in Form und Klingengröße unterscheiden. Das Ruding Lengon wird von Ethnien aus Java als Waffe benutzt.